# 천태공주
천태공주 주헌미(중국어: 天台公主 朱軒媺, 1605년 - 1606년)는 명나라의 공주이며, 명 신종의 10녀이자 막내딸이다. 어머니는 순비 이씨이다.
공주는 만력 33년 8월 갑자일 축시에 태어났다. 만력 34년 5월 경진일에 사망하였고, 나이는 1살도 채 되지 않았다.